# Регіна Маршикова
Регіна Маршикова (чеськ. Regina Maršíková, нар. 11 грудня 1958, Прага, Чехословаччина) — колишня чехословацька тенісистка.
Здобула одинадцять одиночних та сім парних титулів туру WTA.
Найвище досягнення у світового рейтингу — в одиночному розряді — 11 місце у 1981 році, в парному — 86 місце у 1987 році.
Завершила кар'єру 1993 року.

## Фінали турнірів Великого шолома

### Парний розряд (1 титул)
| Результат | Рік  | Турнір      | Покриття | Партнер       | Опоненти               | Рахунок       |
| --------- | ---- | ----------- | -------- | ------------- | ---------------------- | ------------- |
| Перемога  | 1977 | French Open | Ґрунт    | Пем Тігуарден | Rayni Fox Гелен Гурлей | 5–7, 6–4, 6–2 |

## Фінали Туру WTA

### Одиночний розряд: 14 (11 титули, 3 поразки)
| Перемога - Легенда                 |
| ---------------------------------- |
| Турніри Великого шолома (0–0)      |
| Турніри WTA Tour (0–0)             |
| Virginia Slims, Avon, Other (11–3) |

| Титули за покриттям |
| ------------------- |
| Тверде (3–1)        |
| Трава (2–0)         |
| Ґрунт (6–2)         |
| Килим (0–0)         |

| Результат | Ранг | Дата              | Турнір                      | Покриття   | Опонент           | Рахунок             |
| --------- | ---- | ----------------- | --------------------------- | ---------- | ----------------- | ------------------- |
| Перемога  | 1.   | 15 серпня 1977    | Мастерс Канада              | Ґрунт      | Маріс Крюгер      | 6–4, 4–6, 6–2       |
| Перемога  | 2.   | 5 грудня 1977     | Брисбейн                    | Трава      | Гелена Анліот     | 6–1, 3–6, 6–4       |
| Перемога  | 3.   | 27 березня 1978   | Amelia Island Championships | Ґрунт      | Зенда Лісс        | 1–6, 6–3, 6–3       |
| Перемога  | 4.   | 22 травня 1978    | Мастерс Рим                 | Ґрунт      | Вірджинія Рузіч   | 7–5, 7–5            |
| Перемога  | 5.   | 14 серпня 1978    | Мастерс Канада              | Тверде     | Вірджинія Рузіч   | 7–5, 6–7(9–11), 6–2 |
| Перемога  | 6.   | 20 листопада 1978 | Christchurch                | Трава      | Сільвія Ганіка    | 6–2, 6–1            |
| Перемога  | 7.   | 5 березня 1979    | Fort Myers                  | Ґрунт      | Джанет Ньюберрі   | 6–4, 6–2            |
| Поразка   | 1.   | 12 березня 1979   | Орландо                     | Тверде     | Кеті Джордан      | 4–6, 6–1, 6–4       |
| Поразка   | 2.   | 21 травня 1979    | German Open                 | Ґрунт      | Керолайн Столл    | 7–6(7–4), 6–0       |
| Перемога  | 8.   | 4 лютого 1980     | Calgary                     | Тверде (I) | Крістіан Жоліссен | 4–6, 7–6, 6–2       |
| Перемога  | 9.   | 31 березня 1980   | Edmond                      | Ґрунт      | Андреа Єйгер      | 6–2, 6–2            |
| Поразка   | 3.   | 7 квітня 1980     | Family Circle Cup 1980      | Ґрунт      | Трейсі Остін      | 3–6, 6–1, 6–0       |
| Перемога  | 10.  | 6 жовтня 1980     | Phoenix                     | Тверде     | Венді Тернбулл    | 7–6(10–8), 7–6(7–3) |
| Перемога  | 11.  | 18 травня 1981    | German Open                 | Ґрунт      | Іванна Мадруга    | 6–2, 6–1            |

### Парний розряд: 12 (6 титули, 6 поразки)
| Перемога - Легенда                |
| --------------------------------- |
| Турніри Великого шолома (1–0)     |
| Турніри WTA Tour (0–0)            |
| Virginia Slims, Avon, Other (5–7) |

| Титули за покриттям |
| ------------------- |
| Тверде (4–1)        |
| Трава (1–0)         |
| Ґрунт (1–4)         |
| Килим (0–1)         |

| Результат | Ранг | Дата            | Турнір                               | Покриття | Партнер         | Опоненти                           | Рахунок       |
| --------- | ---- | --------------- | ------------------------------------ | -------- | --------------- | ---------------------------------- | ------------- |
| Поразка   | 1.   | 9 травня 1977   | German Open                          | Ґрунт    | Рената Томанова | Лінкі Бошофф Ілана Клосс           | 2–6, 6–4, 7–5 |
| Перемога  | 1.   | 23 травня 1977  | Відкритий чемпіонат Франції з тенісу | Ґрунт    | Пем Тігуарден   | Rayni Fox Гелен Гурлей             | 5–7, 6–4, 6–2 |
| Поразка   | 2.   | 22 серпня 1977  | Charlotte                            | Ґрунт    | Пем Тігуарден   | Мартіна Навратілова Бетті Стеве    | 6–3, 6–4      |
| Перемога  | 2.   | 5 грудня 1977   | Брисбейн                             | Трава    | Гелена Анліот   | Неріда Грегорі Naoko Satō          | 6–3, 3–1 ret. |
| Поразка   | 3.   | 24 липня 1978   | Кіцбюель                             | Ґрунт    | Флоренца Міхай  | Вірджинія Рузіч Рената Томанова    | 7–5, 6–2      |
| Перемога  | 3.   | 14 серпня 1978  | Мастерс Канада                       | Тверде   | Пем Тігуарден   | Кріс О'Ніл Пола Сміт               | 5–7, 6–4, 6–2 |
| Поразка   | 4.   | 30 жовтня 1978  | Буенос-Айрес                         | Ґрунт    | Лора Дюпонт     | Франсуаз Дюрр Валері Зігенфусс     | 1–6, 6–4, 6–3 |
| Перемога  | 4.   | 24 березня 1979 | Carlsbad                             | Тверде   | Марсі Луї       | Пінат Луї Marita Redondo           | 6–2, 2–6, 6–4 |
| Поразка   | 5.   | 20 серпня 1979  | Мава                                 | Тверде   | Міма Яушовець   | Трейсі Остін Бетті Стеве           | 7–6, 2–6, 6–4 |
| Перемога  | 5.   | 11 серпня 1980  | Мастерс Канада                       | Тверде   | Андреа Єйгер    | Енн Кійомура Бетсі Нагелсен        | 6–1, 6–3      |
| Перемога  | 6.   | 13 жовтня 1980  | Maybelline Classic                   | Тверде   | Андреа Єйгер    | Мартіна Навратілова Кенді Рейнолдс | 1–6, 6–1, 6–2 |
| Поразка   | 6.   | 16 лютого 1981  | Х'юстон                              | Килим    | Мері-Лу П'ятек  | Сью Баркер Енн Кійомура            | 5–7, 6–3, 6–4 |

## Досягнення в турнірах Великого шолома
| Турнір                                 | 1974  | 1975  | 1976  | 1977  | 1977  | 1978  | 1979  | 1980  | 1981  | 1982  | 1983  | 1984  | 1985  | 1986  | 1987  | 1988  | 1989  | 1990  | 1991  | 1992  | 1993  | Career SR |
| -------------------------------------- | ----- | ----- | ----- | ----- | ----- | ----- | ----- | ----- | ----- | ----- | ----- | ----- | ----- | ----- | ----- | ----- | ----- | ----- | ----- | ----- | ----- | --------- |
| Відкритий чемпіонат Австралії з тенісу |       |       |       | 2р    |       |       |       |       |       |       |       |       | 1р    | NH    | 1р    |       | 1р    |       |       |       |       | 0 / 4     |
| Відкритий чемпіонат Франції з тенісу   | 1р    |       | ЧФ    | ПФ    | ПФ    | ПФ    | ПФ    |       | 2р    |       |       |       |       | 3р    | 2р    | 1р    | 1р    |       |       |       |       | 0 / 10    |
| Вімблдонський турнір                   |       |       | 3р    | 1р    | 1р    | 2р    | 3р    | 2р    | 1р    |       |       |       |       | 1р    | 2р    |       |       |       |       |       |       | 0 / 8     |
| Відкритий чемпіонат США з тенісу       |       |       | 3р    | 1р    | 1р    | 2р    | 2р    | 2р    | 1р    |       |       |       | 2р    | 2р    | 1р    |       |       |       |       |       |       | 0 / 9     |
| SR                                     | 0 / 1 | 0 / 0 | 0 / 3 | 0 / 4 | 0 / 4 | 0 / 3 | 0 / 3 | 0 / 2 | 0 / 3 | 0 / 0 | 0 / 0 | 0 / 0 | 0 / 2 | 0 / 3 | 0 / 4 | 0 / 1 | 0 / 2 | 0 / 0 | 0 / 0 | 0 / 0 | 0 / 0 | 0 / 31    |
| Рейтинг на кінець року                 |       |       | 23    | 20    | 20    | 14    | 14    | 18    | 13    |       |       |       | 80    | 61    | 71    | 176   | 227   | 359   | 502   |       |       |           |